# Marie-Agnès Gillot
Marie-Agnes Gillot (Caen, 7 settembre 1975) è un ballerina francese, danseuse étoile del balletto dell'Opéra di Parigi dal 2005 al 2018.

## Biografia
Ha iniziato a studiare alla scuola di danza dell'Opéra di Parigi dall'età di nove anni e a quattordici si è unita al corps de ballet della compagnia. Nel 1992 è stata promossa a coryphée, nel 1994 a solista, nel 1999 a ballerina principale e nel 2004 è stata proclamata danseuse étoile della compagnia.
Nei suoi ventotto anni come ballerina del balletto dell'Opéra di Parigi ha danzato molti dei maggiori ruoli femminili del repertorio, tra cui Diamanti e Rubini nel Jewels di George Balanchine, Esmeralda nel Notre-Dame de Paris di Roland Petit, Diana nella Sylvia di John Neumeier e Myrtha nella Giselle di Patrice Bart. Inoltre ha danzato numerosi ruoli coreografati da Rudol'f Nureev, tra cui Kitri in Don Chisciotte, Odette e Odile ne Il lago dei cigni, Nikiya ne La Bayadère e le eponime protagoniste di Raymonda, La bella addormentata e Cenerentola.
Negli anni duemiladieci si è avvicinata all'opera di coreografi moderni e contemporanei come Wayne McGregor, Pina Bausch, Jiří Kylián, Anne Teresa de Keersmaeker e Crystal Pite. Nel 2005 ha vinto il Prix Benois de la Danse, mentre nel 2018 ha dato il suo addio alle scene danzando nell'Orfeo ed Euridice di Pina Bausch.